# Høvdingen
Høvdingen é um filme de drama norueguês de 1984 dirigido e escrito por Terje Kristiansen. Foi selecionado como representante da Noruega à edição do Oscar 1985, organizada pela Academia de Artes e Ciências Cinematográficas.

## Elenco
- Klaus Hagerup - Tom